# Nymphargus luteopunctatus
Espèce
Synonymes
- Cochranella luteopunctata Ruiz-Carranza & Lynch, 1996

Statut de conservation UICN

 EN  : En danger
Nymphargus luteopunctatus est une espèce d'amphibiens de la famille des Centrolenidae.

## Répartition
Cette espèce est endémique du département de Cauca en Colombie. Elle se rencontre de 1 200 à 1 500 m d'altitude sur le versant Ouest de la cordillère Occidentale.

## Publication originale
- Ruiz-Carranza & Lynch, 1996 : Ranas centrolenidos de Colombia. IX. Dos nuevas especies del suroeste de Colombia. Lozania, vol. 68, p. 1-11.